# Zapasy na Letnich Igrzyskach Olimpijskich 1948 – kategoria ponad 87 kg w stylu klasycznym
Zmagania mężczyzn ponad 87 kg to jedna z ośmiu męskich konkurencji w zapasach w stylu klasycznym rozgrywanych podczas Letnich Igrzysk Olimpijskich 1948. Pojedynki w tej kategorii wagowej odbyły się w dniach 3–6 sierpnia.
Punktacja opierała się na systemie „złych punktów karnych”. Przegrany otrzymywał 3 punkty za „łopatki” lub jednomyślną przegraną, a dwa punkty za porażkę 2-1. Zwycięzca otrzymywał jeden punkt za wygraną 2-1, a w pozostałych przypadkach zero. W każdej z rund odpadł zawodnik, który zgromadził łącznie pięć punktów lub więcej.

## Klasyfikacja[1]
| Lp. | Państwo         | Zawodnik           |
| --- | --------------- | ------------------ |
| 1   | Turcja          | Ahmet Kireççi      |
| 2   | Szwecja         | Tor Nilsson        |
| 3   | Włochy          | Guido Fantoni      |
| 4   | Finlandia       | Taisto Kangasniemi |
| 5   | Węgry           | József Tarányi     |
| 6   | Szwajcaria      | Moritz Inderbitzin |
| 7   | Argentyna       | Ernesto Noya       |
| .   | Wielka Brytania | Len Pidduck        |
| 9   | Czechosłowacja  | Josef Růžička      |

## Wyniki
* „Łopatki” (ang. fall, touche) – pozycja w której zawodnik dotyka łopatkami maty (oznaczająca koniec walki).

### Pierwsza runda[2]
| Zwycięzca          | Punkty karne | Wynik     | Przegrany          | Punkty karne |
| ------------------ | ------------ | --------- | ------------------ | ------------ |
| Josef Růžička      | 0            | Łopatki   | József Tarányi     | 3            |
| Taisto Kangasniemi | 0            | Łopatki   | Ernesto Noya       | 3            |
| Tor Nilsson        | 0            | Łopatki   | Len Pidduck        | 3            |
| Ahmet Kireççi      | 0            | Łopatki   | Moritz Inderbitzin | 3            |
| Guido Fantoni      | 0            | Bez walki |                    |              |

### Druga runda[3]
| Zwycięzca          | Punkty karne | Wynik        | Przegrany          | Punkty karne |
| ------------------ | ------------ | ------------ | ------------------ | ------------ |
| Guido Fantoni      | 1            | Decyzja, 2:1 | Taisto Kangasniemi | 2            |
| József Tarányi     | 3            | Łopatki      | Ernesto Noya       | 6            |
| Moritz Inderbitzin | 4            | Decyzja, 3:0 | Len Pidduck        | 6            |
| Ahmet Kireççi      | 0            | Łopatki      | Tor Nilsson        | 3            |
|                    |              | Wycofał się  | Josef Růžička      |              |

### Trzecia runda[4]
| Zwycięzca     | Punkty karne | Wynik        | Przegrany          | Punkty karne |
| ------------- | ------------ | ------------ | ------------------ | ------------ |
| Guido Fantoni | 1            | Łopatki      | József Tarányi     | 6            |
| Ahmet Kireççi | 1            | Decyzja, 3:0 | Taisto Kangasniemi | 5            |
| Tor Nilsson   | 3            | Łopatki      | Moritz Inderbitzin | 7            |

### Czwarta runda[5]
| Zwycięzca     | Punkty karne | Wynik     | Przegrany     | Punkty karne |
| ------------- | ------------ | --------- | ------------- | ------------ |
| Tor Nilsson   | 3            | Łopatki   | Guido Fantoni | 4            |
| Ahmet Kireççi | 1            | Bez walki |               |              |

### Piąta runda[6]
| Zwycięzca     | Punkty karne | Wynik        | Przegrany     | Punkty karne |
| ------------- | ------------ | ------------ | ------------- | ------------ |
| Ahmet Kireççi | 2            | Decyzja, 3:0 | Guido Fantoni | 7            |
| Tor Nilsson   | 3            | Bez walki    |               |              |